# Двійник диявола
«Двійник диявола» (англ. The Devil's Double) — драматичний фільм 2011 року режисера Лі Тамахорі, у головних ролях Домінік Купер, Філіп Квост, Людівін Саньє і Раад Рави. Прем'єра відбулася 22 січня 2011 року на Кінофестивалі «Санденс». Фільм заснований на книзі-біографії Латіфа Яхіа, двійника-«ловця куль» Удея Хуссейна.

## Зміст
Що може знадобитися «Принцу», у якого є все? Хіба що двійник. На нього можна зіпхнути всю рутину, а в небезпечних ситуаціях він прийме удар на себе. Але й Двійник не залишиться без нагороди — він отримає все, що є у принца. Все, крім жінки, яка стане єдиним, що Двійник по-справжньому забажає.

## Ролі
- Домінік Купер — Латіф Яхіа / Удей Хусейн
- Філіп Квост — Саддам Хусейн
- Людівін Саньє — Сарраб
- Латіф Яхіа — Хусейн Камель
- Раад Раві — Мунем
- Мехмет Ферда — Камель Ханна
- Дар Салім — Аззам аль-Тікріті
- Халід Лаїт — Яссем аль-Хелу
- Пано Масті — Саід Камунех
- Нассер Мемарзіа — батько Латіфа
- Амріта Ачар'я — школярка

## Зйомки
Зйомки фільму проходили на Мальті.
На Мальті, на відміну від Іраку, автомобільний рух — лівосторонній. Тому в фільмі використані автомобілі з правим кермом, що не відповідає іракським реаліям.